# Mutant

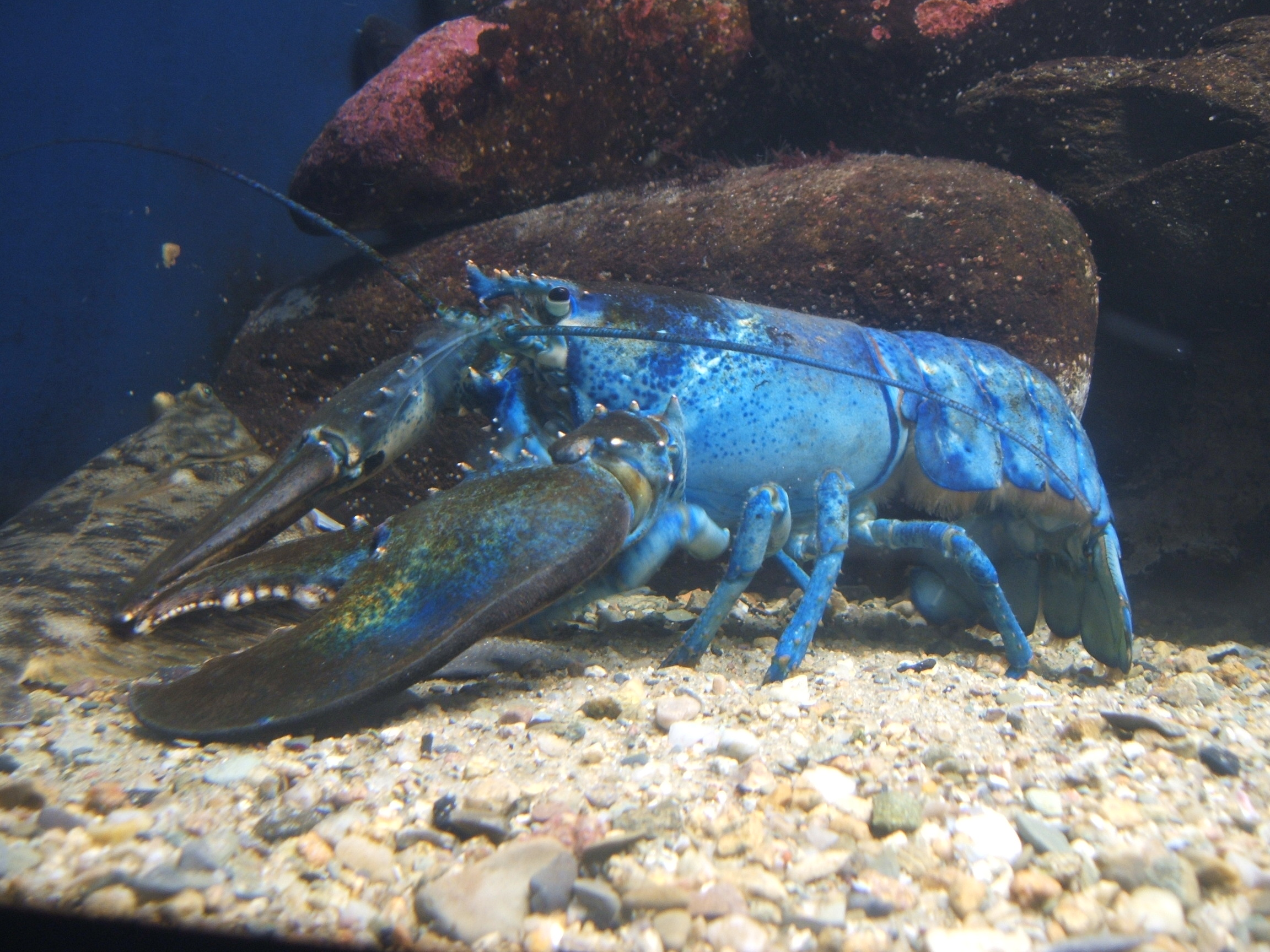
Homarul-albastru este un exemplu de mutant

În biologie și mai ales în genetică, un mutant este un organism sau un nou caracter genetic care a evoluat sau care a rezultat dintr-o mutație. Mutația este o schimbare în cadrul structurii ADN-ului sau ARN-ului. Apariția naturală a mutațiilor genetice este parte integrantă a procesului de evoluție. 